# ییلدیز ارس
ییلدیز ارس (انگلیسی: Yıldız Aras؛ زادهٔ ۱۰ نوامبر ۱۹۷۷) کاراته‌کا اهل ترکیه بود.